# سانتوپادره
سانتوپادره (به ایتالیایی: Santopadre) یک کومونه در ایتالیا است که در استان فروزینونه واقع شده‌است. سانتوپادره ۲۱ کیلومتر مربع مساحت و ۱٬۳۹۱ نفر جمعیت دارد و ۱۴۱ متر بالاتر از سطح دریا واقع شده‌است.